# Neusticomys
Neusticomys é um género de roedor da família Cricetidae.

## Espécies
- Neusticomys ferreirai Percequillo, Carmignotto & Silva, 2005
- Neusticomys monticolus Anthony, 1921
- Neusticomys mussoi Ochoa & Soriano, 1991
- Neusticomys oyapocki (Dubost & Petter, 1978)
- Neusticomys peruviensis (Musser & Gardner, 1974)
- Neusticomys venezuelae (Anthony, 1929)